# Нома (Египат)
Нома (/noʊm/, на старогрч.{νομός}, nomós, “округ”) је територијална јединица у старом Египту.
Номом је управљао номарх (староегип.: heri-tep a'a). Број нома се мењао кроз различите периоде историје старог Египта.

## Етимологија
На француском језику nome, на старогрчком νομός, nomós, у преводу "округ"; на староегипатском је било sepat или spAt.
Данашња употреба старогрчког а не староегипатског израза остала је из Птолемејског периода, када је употреба грчког језика била распрострањена у Египту. Доступност грчких записа о Египту утицала је на усвајање грчких термина од стране каснијих историчара.

## Историја

### Египатске династије
Подела старог Египта на номе може се пратити од протодинастичког периода (пре 3100. п. н. е.). Номе су првобитно постојале као градови државе, али су касније почеле да се уједињују. Према старом предању, фараон Менес извршио је комплетно уједињење нома.
Не само да је подела на номе опстала више од три миленијума, већ су и подручја појединих нома и њихов редослед остали скоро непромењени. Неке, као што су Ксоис у Делти или Кхент у Горњем Египту, први пут су поменуте на Камену из Палерма, који је написан за време 5. династије. Имена неких нома, као што је нома Бубастис, појавила су се тек за време Новог краљевства. Под владарским системом током фараонске историје Египта, земља је подељена на 42 номе.

#### Номе Доњег Египта
Доњи Египат (египатски: "Ā-meḥty"), обухватао је подручје од престонице Старог краљевства Мемфис до Средоземног мора, био је подељен на 20 нома. Прва је обухватала подручје око Мемфиса, Сакаре, и Гизе, и подручје на ком се данас налази Каиро. Номе су нумерисане на више-мање уредан начин од југа ка северу а затим кроз делту Нила од запада ка истоку. Тако је Александрија била у 3. номи, а Бубастис у 18. номи.

#### Номе Горњег Египта
Горњи Египат је био подељен на 22 номе. Прва је обухватала подручје око Елефантина близу египатске границе са Нубијом на првом катаракту Нила– подручје данашњег Асуана. Одатле је нумерисање нома ишло низводно на уредан начин дуж уске плодне земље која се налазила у долина Нила. Уасет (стара Теба или савремени Луксор) налазили су се у 4. номи, Амарна је била у 14. номи, а Меидум у 21. номи.

### Птолемејски Египат
Неке номе су биле преименоване а неке додате за време грчко-римске окупације Египта. На пример, Птолемејци су преименовали Крокодилополис у Арсиное. Хадријан је основао нову ному, Антинополис, са престоницом у Антинопољу.

#### Римски Египат
Номе су опстале у доба Римљана. Под римском влашћу, поједине номе су ковале сопствени новац, који је и даље одражавао појединачна локална удружења и традиције. Номе у Египту су задржале свој примарни значај као административне јединице до фундаменталног преуређења бирократије током владавине Диоклецијана и Константина Великог.
Од 307. год. наше ере, уместо нома области су биле подељене на мање јединице које су се звале паг. Управници су се називали пагарсима. Кључна улога пагарха била је организовано прикупљање пореза. Касније је пагарх преузео и неке војне функције. Пагарси су често били богати власници земљишта који су владали над "пагом" из ког су потицали.